# Devise secondaire
 (mars 2023).
Si vous disposez d'ouvrages ou d'articles de référence ou si vous connaissez des sites web de qualité traitant du thème abordé ici, merci de compléter l'article en donnant les références utiles à sa vérifiabilité et en les liant à la section « Notes et références ».
En finance, la devise secondaire (également appelée devise dirigée ou de contrepartie) est la quantité de devises qui est déterminée en fonction de la devise principale que l'on peut obtenir en fonction d'un cours de change.
Ainsi, dans le cas d'un cours de change EUR/USD de 1,50 (on peut donc échanger 1 euro contre 1,50 dollar), le dollar est la devise secondaire car elle est déterminée en fonction de l'euro.